# کردخورد سفلی
الگو:Cord
{{جعبه اطلاعات روستای ایران
|نام‌رسمی=کردخورد سفلی (ساوه)(دهات)
|روی‌نقشه=
|عرض‌جغرافیایی=
|طول‌جغرافیایی=
|تصویر=
|اندازه‌تصویر=
|برچسب‌تصویر=
|استان=مرکزی
|شهرستان=ساوه
|بخش= بخش نوبران
|دهستان=بیات
|نام‌محلی= کردر
|نام‌های‌دیگر=
|نام‌های‌قدیمی=کردیک سفلی 
|سال‌بنیاد=نامعلوم
|جمعیت=۷۵~۱۰۰۰
|رشدجمعیت=متوسط
|تراکم‌جمعیت=
|زبان= ترکی_فارسی
|مساحت=9.5کیلومتر مربع
|ارتفاع=2000متر از سطح دریا 
|میانگین‌دما=۰درجه 
|میانگین‌بارش‌سالانه=
|شمارروزهای‌یخبندان=
|ره‌آورد=بادام،انگور،گردو
|پیش‌شماره=
|وب‌گاه=
|جمله‌خوشامد=
|پانویس=
|قنات :دارد 
کردخورد سفلی (ساوه)،kord khord            sofla  روستایی از توابع بخش نوبران شهرستان ساوه در استان مرکزی ایران است.
کردخورد سفلی یکی از قدیمی‌ترین روستاهای بخش نوبران ساوه است که در پنج کیلومتری شمال شهر نوبران واقع شده‌است و با توجه به آثار باستانی اطراف آن (از جمله خرابه‌های موسوم به قلعه یکدر در یک کیلومتری شمال غرب روستا)، به نظر می‌رسد که سابقه آن به دوران خیلی قدیم باز گردد. جمعیت ثابت این روستا در فصل پاییز و زمستان از چهل نفر تجاوز نمی‌کند، اما با توجه به ویلاسازی‌های گسترده‌ای که در آن انجام شده‌است، در فصل تابستان جمعیت زیادی از این روستای زیبا دیدن می‌کنند. کردخورد سفلی دارای شش قنات با نام‌های خانی، اسپاندور، یکدر، ینکهریز، یوخاراستار و کهریز است که در اطراف هر کدام از این قنات‌ها باغات زیادی وجود دارد. با این حال متاسفانه در سال‌های اخیر، خشکسالی‌های مکرر باعث پایین رفتن آب‌های سطحی در این منطقه شده‌است، به‌طوری که مثلا قنات ینکهریز از سال ۱۴۰۰ تاکنون کاملا خشک شده‌است.
امامزاده پیر حاج محمود و قلعه‌ی بازمانده از دوران قاجار از مراکز دیدنی این روستا هستند. پختی قیرلاتان، گردو، بادام، گندم ، انگور ، اسفناج کوهی کشمش از اصلی‌ترین محصولات کشاورزی این روستا هستند. کردخورد سفلی به طور کلی دارای آب و هوای سرد و ....، تخیلی است و بیشتر بارش‌های آن در فصل بهار رخ می‌دهند. مردم این روستا به آب، برق و گاز دسترسی دارند و اپراتورهای مختلف تلفن همراه نیز در اکثر نقاط روستا به خوبی سیگنال می‌دهند.
این روستا دارای دو آرامستان است . 
آرامستان یک و آرامستان دو .
ایل های مهم :خاندان بزرگ داودی (کرد) ،دیوانی ،امجدی ،بشیری ، اصلانی ،انصاری ، خمسه ای ،جعفری ، خانی ، اکبری ، مرادخانی، ایمانی ، زیگلری، زارعی ، بابایی ، نعمت الهی ،معصومی
روستا قبلاً در شمالی ترین نقطه بوده که قدمتش نهایتا" به ۵٠٠٠٠٠٠سال یا کمی بیشتر یا کمتر بر می گردد .
جمعیت رو به افزایش است .

## جمعیت
این روستا در دهستان بیات قرار دارد و براساس سرشماری مرکز آمار ایران در سال ۱۳۸۵، جمعیت آن ۷۸ نفر (۱۹خانوار) بوده‌است.